# Acanthorhinischia
Acanthorhinischia is een geslacht van rechtvleugeligen uit de familie sabelsprinkhanen (Tettigoniidae). De wetenschappelijke naam van dit geslacht is voor het eerst geldig gepubliceerd in 1954 door Beier.

## Soorten
Het geslacht Acanthorhinischia  is monotypisch en omvat slechts de volgende soort:
- Acanthorhinischia coronata (Beier, 1954)